# Podarg de Nova Guinea
El podarg de Nova Guinea(Podargus papuensis) és una espècie d'ocell de la família dels podàrgids (Podargidae) que habita boscos i manglars a Nova Guinea i illes properes, com ara Aru, Raja Ampat i altres, i també al nord i est de Queensland.